# Porte Saint-Martin

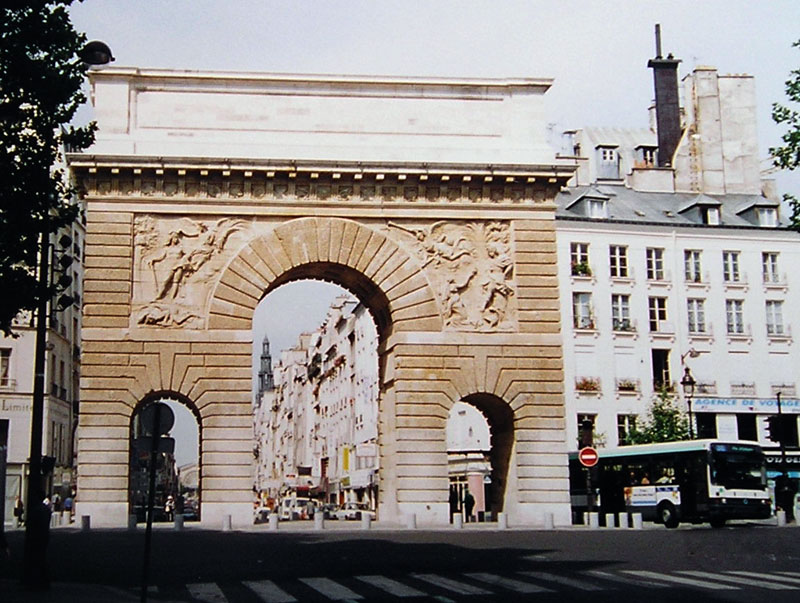
Jižní strana Porte Saint-Martin

Porte Saint-Martin (česky Brána svatého Martina) je vítězný oblouk v Paříži postavený v roce 1674 na počest krále Ludvíka XIV. Od roku 1862 je stavba historickou památkou. Nachází se v Paříži v 10. obvodu na křižovatce ulic Rue du Faubourg Saint-Martin, Rue Saint-Martin, Boulevard Saint-Denis a Boulevard Saint-Martin.

## Historie
V těchto místech procházely středověké hradby Karla V. Jak se Paříž rozrůstala, bylo opevnění zbořeno a místo něho vznikly bulváry. Na místě původní městské brány, kterou procházela cesta na předměstí sv. Martina (Faubourg Saint-Martin), byl v roce 1674 postaven triumfální oblouk na paměť vítězství Ludvíka XIV. na Rýnu a ve Franche-Comté.
V roce 1988 byla brána restaurována.

## Architektura
Architektem stavby byl Pierre Bullet, žák Françoise Blondela, architekta nedaleké Porte Saint-Denis. Brána je tvořena hlavním obloukem a dvěma menšími po stranách. Je vysoká 18 metrů, postavená z vápencových bosovaných bloků, pouze atika je z mramoru. Brána je v horní části z každé strany zdobena dvěma basreliéfy s alegoriemi:
na jižní straně (obrácené k městu)
- Vlevo: Průlom trojaliance (autor Étienne le Hongre): Ludvík XIV. jako Héraklés, polonahý v paruce a žezlem v ruce pošlapává Achela nebo Gériona
- Vpravo: Dobytí Besançonu (autor Martin van den Bogaert): Ludvík XIV. jako vítěz přebírá klíče od klečící ženy

na severní straně
- Vlevo: Dobytí Limburku 1675 (autor Pierre Legros): žena sedící vedle ležícího lva
- Vpravo: Porážka Němců (autor Gaspard Marsy): Ludvík XIV. jako Mars nesoucí štít Francie a bránící ženy a starce před germánskou orlicí